# Boina blanca
Boina blanca es una película de Argentina en blanco y negro dirigida por Luis José Moglia Barth según su propio guion sobre el argumento de Carlos Goicochea y Rogelio Cordone basado en la obra homónima de los mismos, que se estrenó el 29 de octubre de 1941 y que tuvo como protagonistas a Francisco Álvarez, Ada Cornaro y Sabina Olmos.
La comedia asaineteada en que se basa el guion había sido estrenada en el Teatro Comedia en 1934 por la compañía de Eva Franco. La filmación se extendió por no mucho más de un mes y a su estreno asistieron personalidades del radicalismo como Marcelo Torcuato de Alvear, Honorio Pueyrredón y Ernesto C. Boatti. El nombre del filme alude al símbolo utilizado por los simpatizantes de esta corriente política. 

## Sinopsis
La película narra acontecimientos de la Revolución del Parque realizada por simpatizantes radicales el 26 de julio de 1890, así llamada porque se inició con la toma del Parque de Artillería de la ciudad de Buenos Aires, como consecuencia de la cual se produjo días más tarde la renuncia del presidente Miguel Juárez Celman. Hay una trama secundaria con el romance de una muchacha que pese a estar enamorada del ahijado de su padre debe contraer con un banquero un matrimonio que fracasa.

## Reparto
- Luis Aldás
- Fernando Caprio
- Alba Castellanos
- Carlos Castro
- Ada Cornaro
- Rufino Córdoba
- Nicolás Fregues
- Elisa Labardén
- Inés Murray
- Sabina Olmos
- José Otal
- Benita Puértolas
- Froilán Varela
- Francisco Álvarez

## Comentarios
En El Heraldo del Cinematografista se opinó que en el filme “la acción es discretamente movida, y los pasajes cómicos logran entretener, pero en conjunto, el film se resiente en una realización modesta” y en su crónica de El Mundo escribió Calki que 

”La evocación no está realizada en el tono mayor que merece y cae a menudo en aspectos pueriles, obteniendo de Moglia Barth un tratamiento mecánicamente correcto”